# Comté de Baden
1415–1798
Entités précédentes :
- Habsbourg

Entités suivantes :
- Canton de Baden

Le comté de Baden (en allemand : Grafschaft Baden) est l'un des bailliages communs (en allemand : Gemeine Herrschaft) de l'ancienne Confédération suisse (en allemand : Alte  [Schweizerische] Eidgenossenschaft), qui a existé, de 1415 à 1798, sur le territoire du nord-est de l'actuel canton d'Argovie.

## Histoire
Avant 1415, la région correspondant au comté de Baden est un bailliage relevant des Habsbourg depuis la fin du XIIIe siècle. Situé dans une zone triangulaire entre le Rhin et la Reuss, il est administré par un bailli basé à Baden.
En 1415, à la demande de l'empereur Sigismond Ier, la Confédération suisse envahit les terres de Frédéric IV d'Autriche. À l'exception d'Uri qui ne participe pas à l'opération militaire, les membres de la Confédération des VIII cantons conquièrent les territoires de l'actuelle Argovie.
Son territoire recouvre :

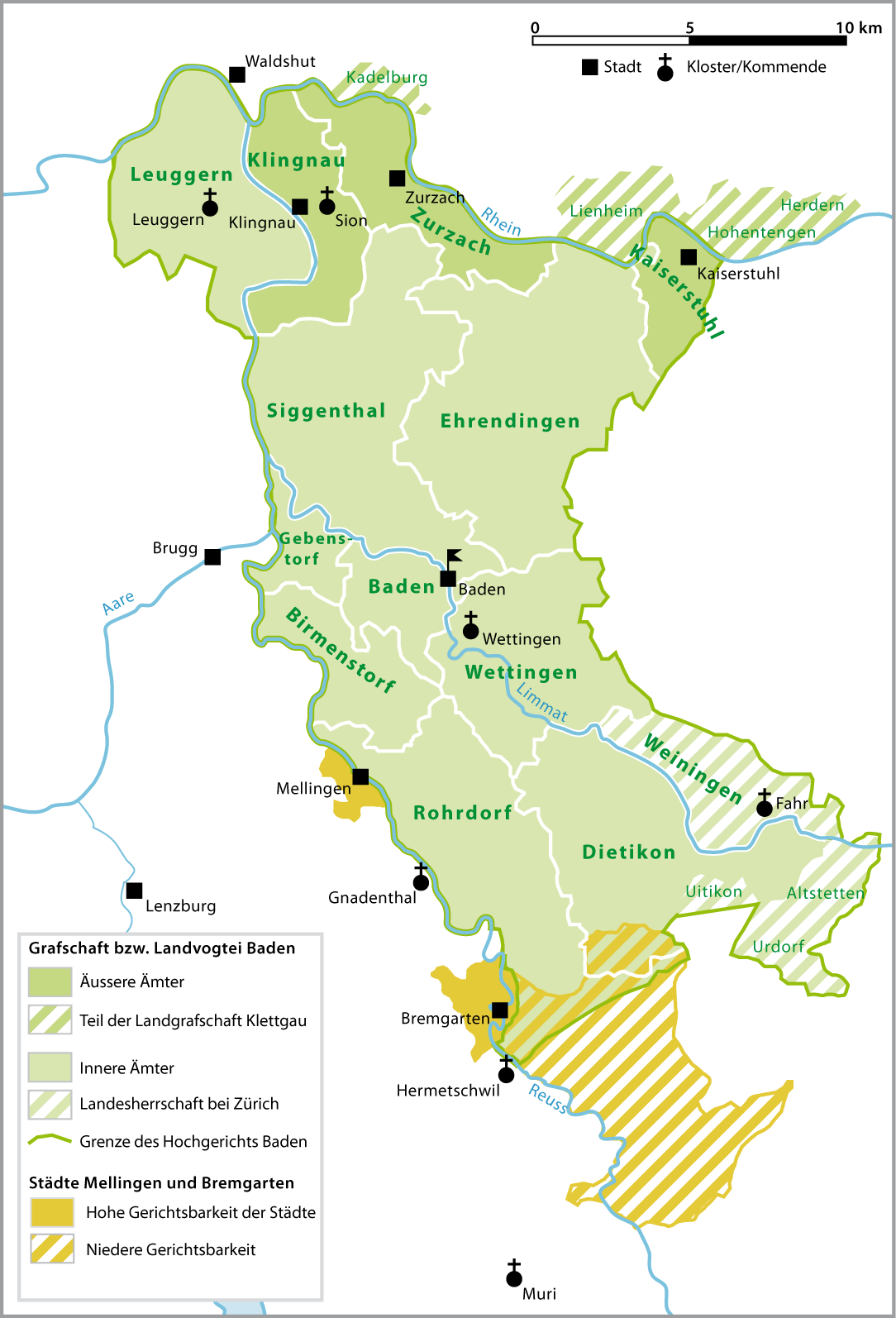
Carte du comté de Baden en 1797

- Les deux anciens bailliages habsourgeois de Baden et Siggenthal
- Les trois bailliages (en allemand : Vogteien) de Kaiserstuhl, Klingnau et Zurzach (anciennement à l'évêque de Constance)
- La paroisse de Leuggern (en allemand : Kirchspiel Leuggern)

Il est administré par sept des membres de la confédération (Bern, Glaris, Lucerne, Nidwald, Obwald, Schwytz, Zoug et Zurich), rejoints en 1443 par Uri ; chacun des cantons nomme un bailli à tour de rôle, pour deux ans.
Le comté de Baden était divisé en onze « bailliages » (en allemand : Ämter) : huit dits « bailliages intérieurs » (en allemand : innere Ämter) et trois dits « bailliages extérieurs » (en allemand : äussere Ämter).

Les huit « bailliages intérieurs » étaient les suivants :
- Le bailliage de Birmenstorf (en allemand : Amt Birmenstorf)
- Le bailliage de Dietikon (en allemand : Amt Dietikon)
- Le bailliage de Ehrendingen (en allemand : Amt Ehrendingen)
- Le bailliage de Gebenstorf (en allemand : Amt Gebenstorf)
- Le bailliage de Leuggern (en allemand : Amt Leuggern)
- Le bailliage de Rohrdorf (en allemand : Amt Rohrdorf)
- Le bailliage de Siggenthal (en allemand : Amt Siggenthal)
- Le bailliage de Wettingen (en allemand : Amt Wettingen)

Les trois « bailliages extérieurs », dont dépendaient,  sur la rive droite du Rhin, les trois paroisses de Hotentengen, Kadelburg et Lienheim, étaient les suivants :
- Le bailliage de Kaiserstuhl (en allemand : Amt Kaiserstuhl)
- Le bailliage de Klingnau (en allemand : Amt Klingnau)
- Le bailliage de Zurzach (en allemand : Amt Zurzach)

En 1531, après la Deuxième Guerre de Kappel, les paroisses réformées du comté reviennent au catholicisme, sauf dans les zones de la Limmat où l'influence de Zurich est notable. En 1712, après la deuxième bataille de Villmergen, les cantons catholiques sont exclus de l'administration du comté au profit exclusif de Zurich, Berne et Glaris.
Le 19 mars 1798, les gouvernements provisoires de Zurich et Berne mettent fin à la sujétion du comté de Baden.
Le 11 avril 1798, le comté de Baden, les bailliages libres (en allemand : Freie Ämter), et le Kelleramt, affranchis de leur sujétion depuis la fin du mois de mars, forment un canton de Baden, membre de la République helvétique.
En 1803, après l'effondrement de la République helvétique, le territoire rejoint le canton d'Argovie.

## Liste des baillis
- 1733-1737 : Christin Rudolf Willading[2] ;